# Contea di Hunyuan
La contea di Hunyuan (浑源县S, Húnyuán XiànP) è una contea della Cina, situata nella provincia dello Shanxi e amministrata dalla prefettura di Datong.